# Stefan Selakovic
Stefan Selakovic (Varberg, 9 de janeiro de 1977) é um futebolista sueco que atua como meio-campo. Atualmente, joga pelo IFK Göteborg.
Foi o artilheiro da Allsvenskan 2001, quando jogava pelo Halmstads BK.